# Läbigi Stadt
Läbigi Stadt ist eine parteipolitisch unabhängige, verkehrspolitische Organisation in der Stadt und Region Bern.
Gegründet wurde der Verein 1994 mit dem Ziel, den motorisierten Individualverkehr (MIV) zu reduzieren, die negativen Auswirkungen des MIV auf Umwelt- und Wohnqualität stärker ins Bewusstsein der Menschen zu rücken sowie konkrete verkehrsreduzierende und verkehrsverlagernde Massnahmen in die öffentliche Debatte zu tragen. «Läbigi Stadt» hat rund 400 Mitglieder und zahlreiche Sympathisantinnen und Sympathisanten. Präsidentin ist seit 2011 Nationalrätin Nadine Masshardt.

## Städtische Volksinitiative «Läbigi Stadt»
1994 wurde die städtische Volksinitiative «Läbigi Stadt» eingereicht. Sie forderte eine massive Reduktion des MIV mit verschiedenen konkreten Massnahmen. 2001 wurde sie zu Gunsten einer Vereinbarung zwischen dem Gemeinderat und «Läbigi Stadt» zurückgezogen.

## Weitere Projekte
Der Verein engagiert sich mit fundierter Grundlagenarbeit zu verkehrspolitischen Themen und wurde in den Medien auch schon als „eine Art Miliz-Thinktank zu städtischen Verkehrsfragen“ bezeichnet. Daneben fällt «Läbigi Stadt» immer wieder mit unkonventionellen Aktionen im öffentlichen Raum auf, beispielsweise zu Verkehrsprojekten wie Tram Region Bern.